# Frederik van Bohemen
Frederik van Bohemen (circa 1142 - 25 maart 1189) was vanaf 1164 hertog van Olomouc en daarna van 1172 tot 1173 en van 1178 tot 1189 hertog van Bohemen.

## Levensloop
Nadat zijn vader in 1172 troonsafstand deed, volgde Frederik zijn vader op als hertog van Bohemen. Omdat hij niet de officiële toestemming van Heilig Rooms keizer Frederik I Barbarossa had gevraagd om Bohemen te mogen regeren, werd hij echter al snel afgezet. In 1173 werd zijn neef Soběslav II benoemd tot de nieuwe hertog van Bohemen.
Soběslav was zeer populair bij de Boheemse bevolking, maar had een zeer slechte band met Frederik I Barbarossa en de Boheemse adel. Frederik steunde keizer Frederik I Barbarossa toen hij ten strijde trok tegen Soběslav II. Nadat de troepen van de keizer wonnen, werd Frederik in 1178 opnieuw benoemd tot hertog van Bohemen. Ook werd hij vazal van keizer Frederik I Barbarossa.
Als hertog van Bohemen werd Frederik gedomineerd door de keizer. Toen hij in 1189 overleed, werd hij opgevolgd door zijn verre neef Koenraad Otto, de markgraaf van Moravië.
Hij was vanaf 1157 gehuwd met Elisabeth van Hongarije, een dochter van koning Géza II van Hongarije. Samen kregen ze zes kinderen:
- Helena (geboren in 1158), verloofd met Peter, de zoon van keizer Manuel I Komnenos van het Byzantijnse Rijk.
- Sophie (overleden in 1185), gehuwd met Albrecht I van Meissen
- Ludmilla (circa 1170 - 1240), gehuwd met Albert III van Bogen en daarna met Lodewijk I van Beieren
- Wratislaus (overleden in 1180)
- Olga (overleden rond 1163)
- Margareta (overleden in 1167)

## Voorouders
| Voorouders van Frederik van Bohemen | Voorouders van Frederik van Bohemen                                          | Voorouders van Frederik van Bohemen                                          | Voorouders van Frederik van Bohemen                                          | Voorouders van Frederik van Bohemen                                          |
| ----------------------------------- | ---------------------------------------------------------------------------- | ---------------------------------------------------------------------------- | ---------------------------------------------------------------------------- | ---------------------------------------------------------------------------- |
| Overgrootouders                     | Vratislav II van Bohemen (1035-1092) ∞ Swatawa van Polen (1048-1126)         | Hendrik I van Berg (1073-1122) ∞ Adelheid van Mochental (-)                  | Leopold II van Oostenrijk (1050–1095) ∞ Ida van Cham (1055–1101)             | Keizer Hendrik IV (1050–1106) ∞ 909 Bertha van Savoye (1051–1087)            |
| Grootouders                         | Wladislaus I van Bohemen (1070-1125) ∞ Richeza van Berg (1095-1125)          | Wladislaus I van Bohemen (1070-1125) ∞ Richeza van Berg (1095-1125)          | Leopold III van Oostenrijk (1073–1136) ∞ Agnes van Waiblingen (1072–1143)    | Leopold III van Oostenrijk (1073–1136) ∞ Agnes van Waiblingen (1072–1143)    |
| Ouders                              | Wladislaus II van Bohemen (1110-1174) ∞ Gertrudis van Oostenrijk (1118-1150) | Wladislaus II van Bohemen (1110-1174) ∞ Gertrudis van Oostenrijk (1118-1150) | Wladislaus II van Bohemen (1110-1174) ∞ Gertrudis van Oostenrijk (1118-1150) | Wladislaus II van Bohemen (1110-1174) ∞ Gertrudis van Oostenrijk (1118-1150) |
| Frederik van Bohemen (1142-1189)    |                                                                              |                                                                              |                                                                              |                                                                              |